# Santos Hernández
Santos Hernández Calvo (Madrid, 4 gennaio 1967) è un ex ciclista su strada spagnolo.
Professionista dal 1988 al 1998, ha partecipato a sei edizioni della Vuelta a España e tre del Giro d'Italia.

## Carriera
Da dilettante si impose nella Vuelta a la Comunidad de Madrid del 1987. I principali successi da professionista furono una tappa alla Vuelta a Aragón nel 1989 e una tappa alla Vuelta a los Valles Mineros nel 1994. Partecipò sei volte alla Vuelta a España e tre volte al Giro d'Italia.

## Palmarès
- 1987

Classifica generale Vuelta a la Comunidad de Madrid
- 1989 (O.N.C.E. - Look - Mavic, una vittoria)

1ª tappa, 1ª semitappa Vuelta a Aragón (Alto de la Ermita, cronometro)
- 1994 (O.N.C.E. - Look - Mavic, una vittoria)

3ª tappa Vuelta a los Valles Mineros (Oviedo > Tineo)

### Altri successi
- 1990 (O.N.C.E. - Look - Mavic)

4ª tappa Vuelta a Burgos (Alto de la Ermita, cronosquadre)
- 1996 (W52 - Paredes Movel)

2ª tappa Volta a Tras os Montes e Alto Douro

## Piazzamenti

### Grandi Giri
- Giro d'Italia:

1991: 20º
1993: 42º
1995: ritirato (19ª tappa)
- Vuelta a España:

1989: 27º
1990: 38º
1991: 27º
1992: 39º
1993: 43º
1994: 36º

### Classiche monumento
- Giro di Lombardia

1990: 30º
1994: 48º

### Competizioni mondiali
- Campionati del mondo

Stoccarda 1985 - In linea Juniores: 44°